# Ламана піраміда
Піраміда Снофру — триступінчаста усипальниця з дуже крутими гранями висотою у 36,5 м, що була збудована Снофру (2639-2604), засновником IV династії. Піраміда стала перехідною формою до наступних пірамідальних гробниць. 
Його сину, Хуфу (Хеопсу), належить Велика піраміда.
Для пояснення нестандартної форми піраміди німецький єгиптолог Людвіг Борхардт (1863-1938) запропонував свою «теорію приросту». Згідно з нею, цар помер несподівано і кут нахилу граней піраміди був різко змінений з 54° 31′ до 43° 21′, щоб швидко закінчити роботу.
Курт Мендельсон запропонував альтернативу: піраміда в Мейдумі і південна піраміда в Дахшурі були побудовані одночасно, але в Медумі сталася аварія — можливо, що після дощів облицювання споруди обвалилося — і цей випадок змусив спішно змінити кут нахилу сторін піраміди в Дахшурі, коли вона вже була побудована майже наполовину.

## Фотографії

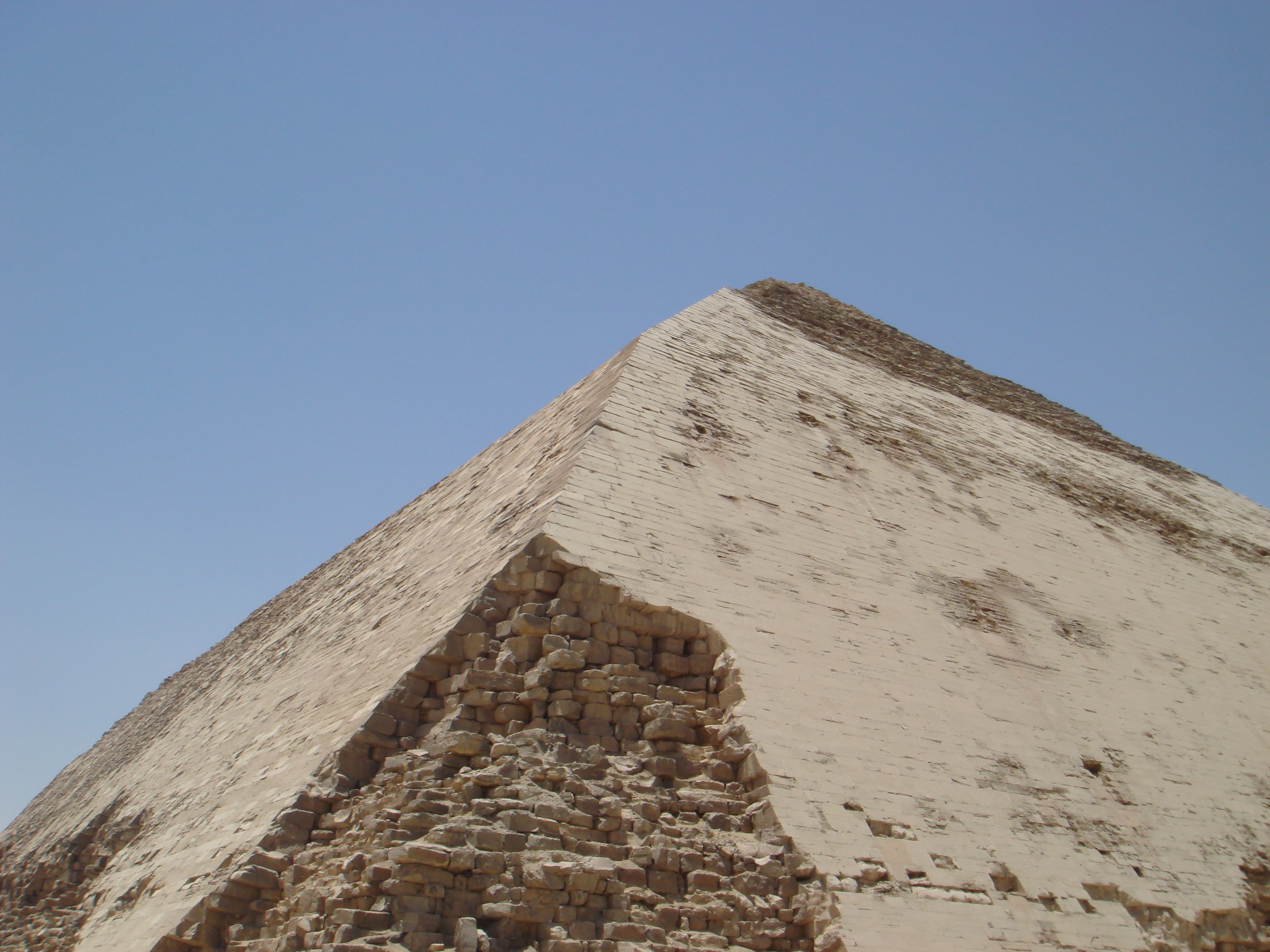
Зміна кута на 11 градусів
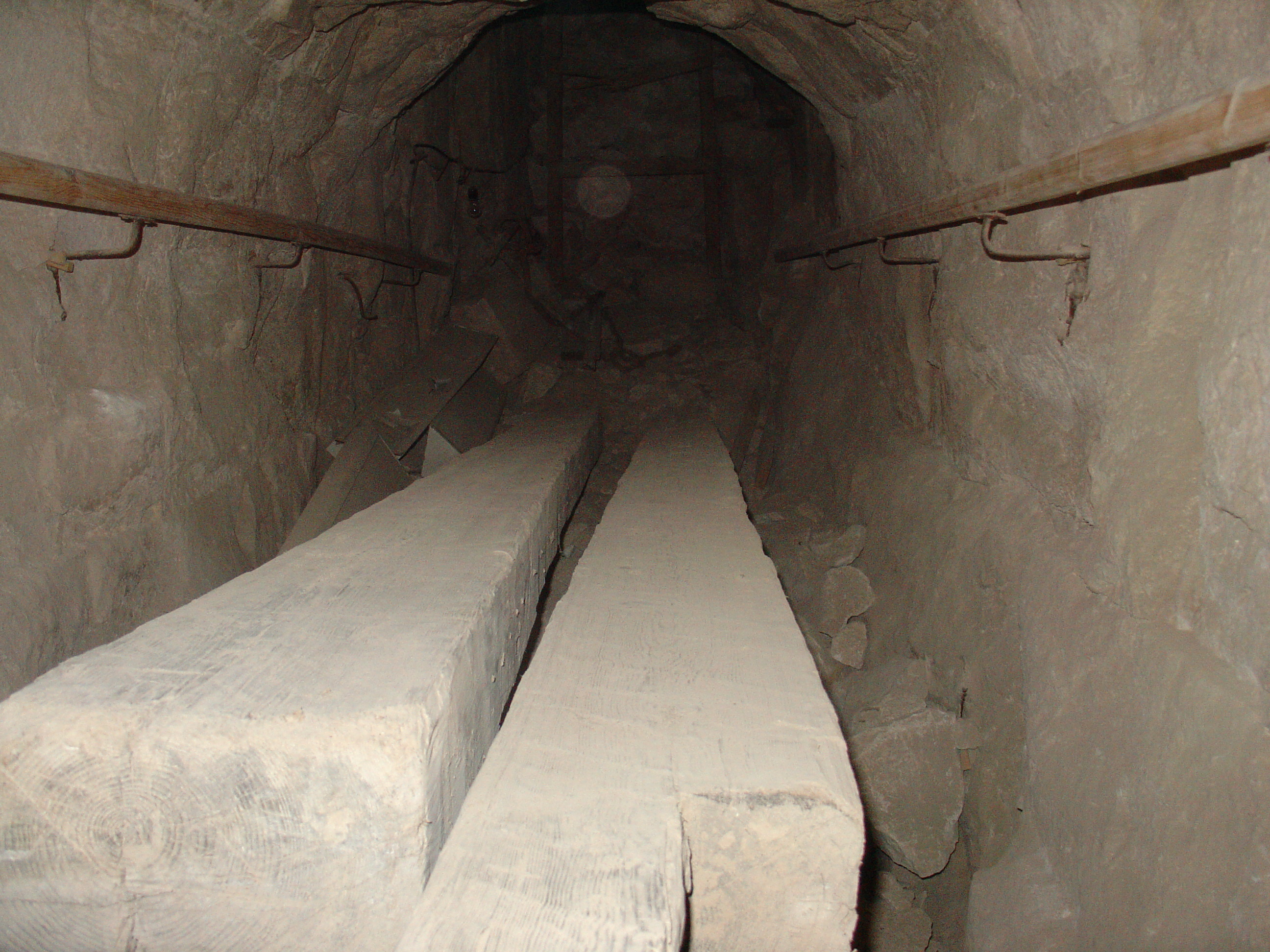
Дерев'яні балки в піраміді
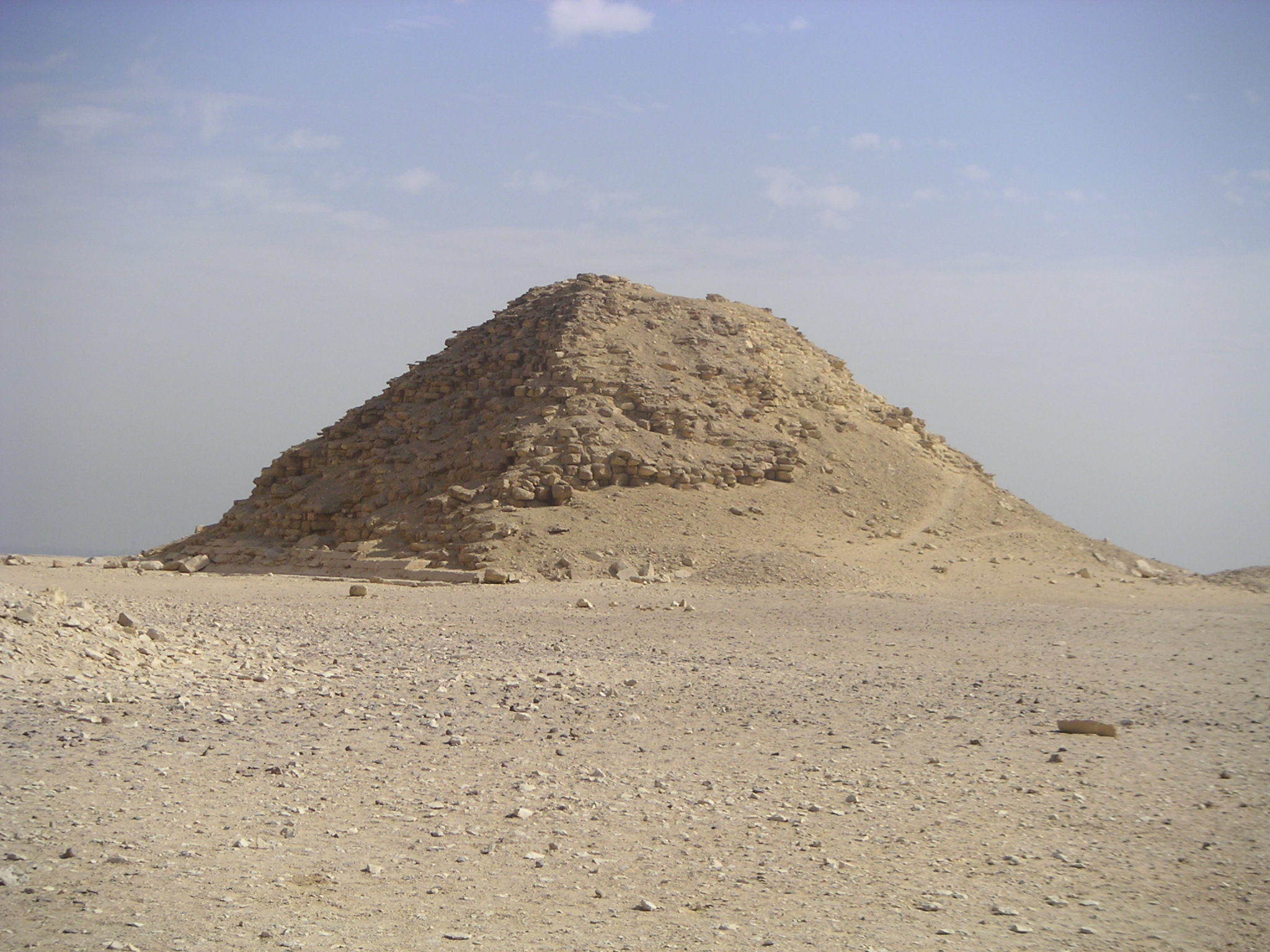
Супутникова піраміда
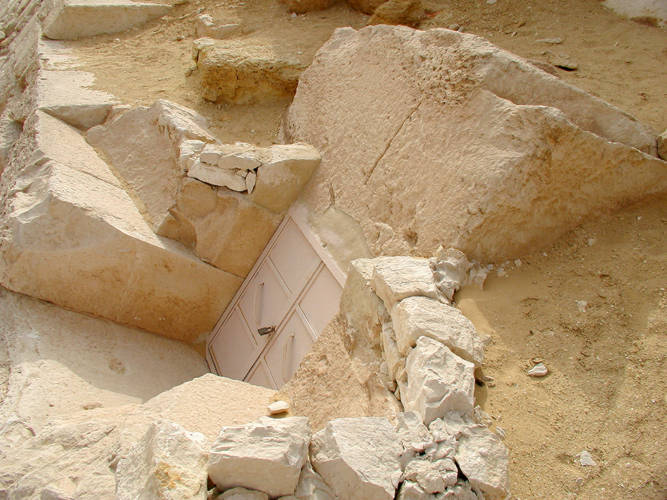
Вхід супутникової піраміди
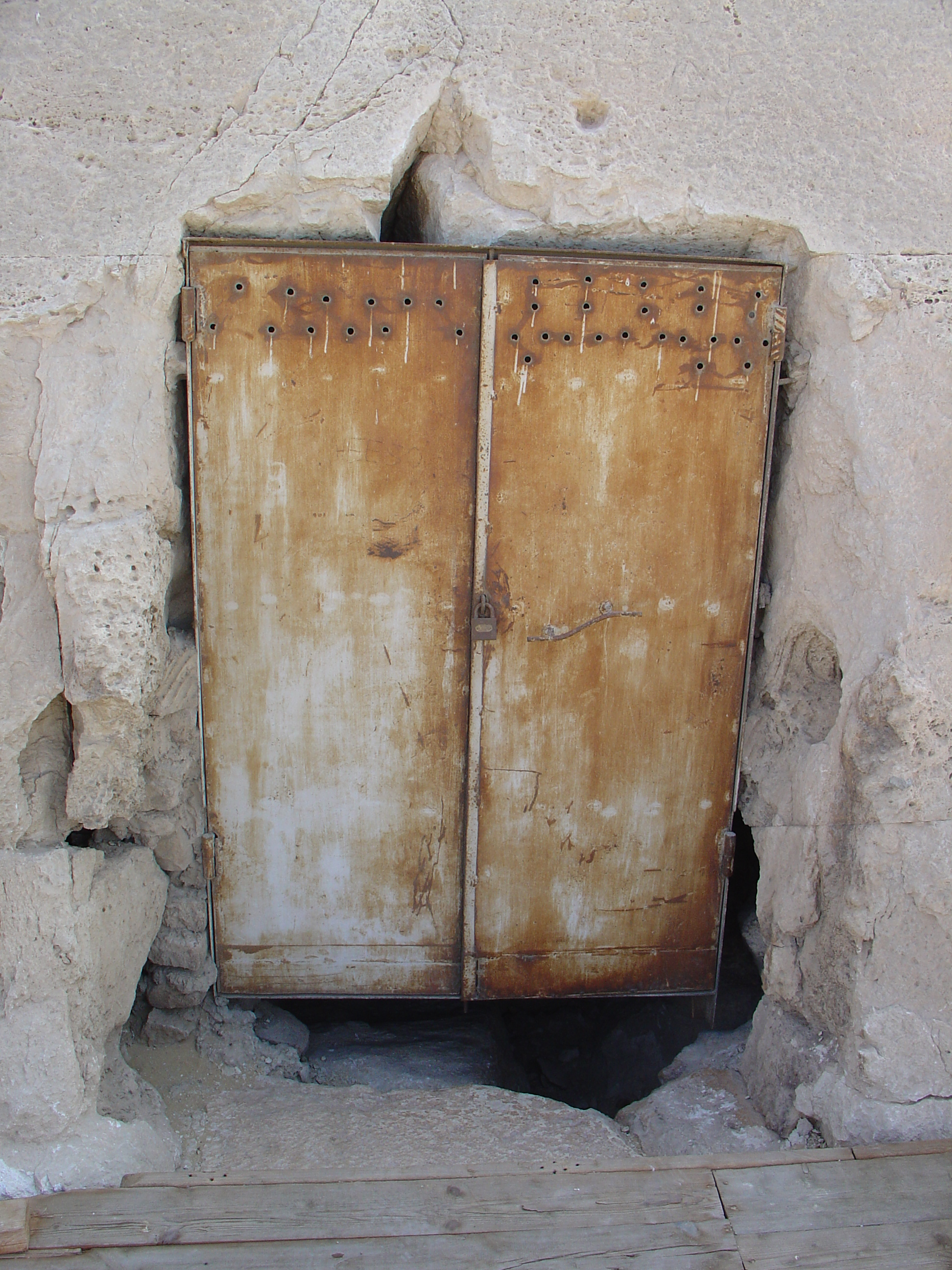
Вхід до Ламаної піраміди
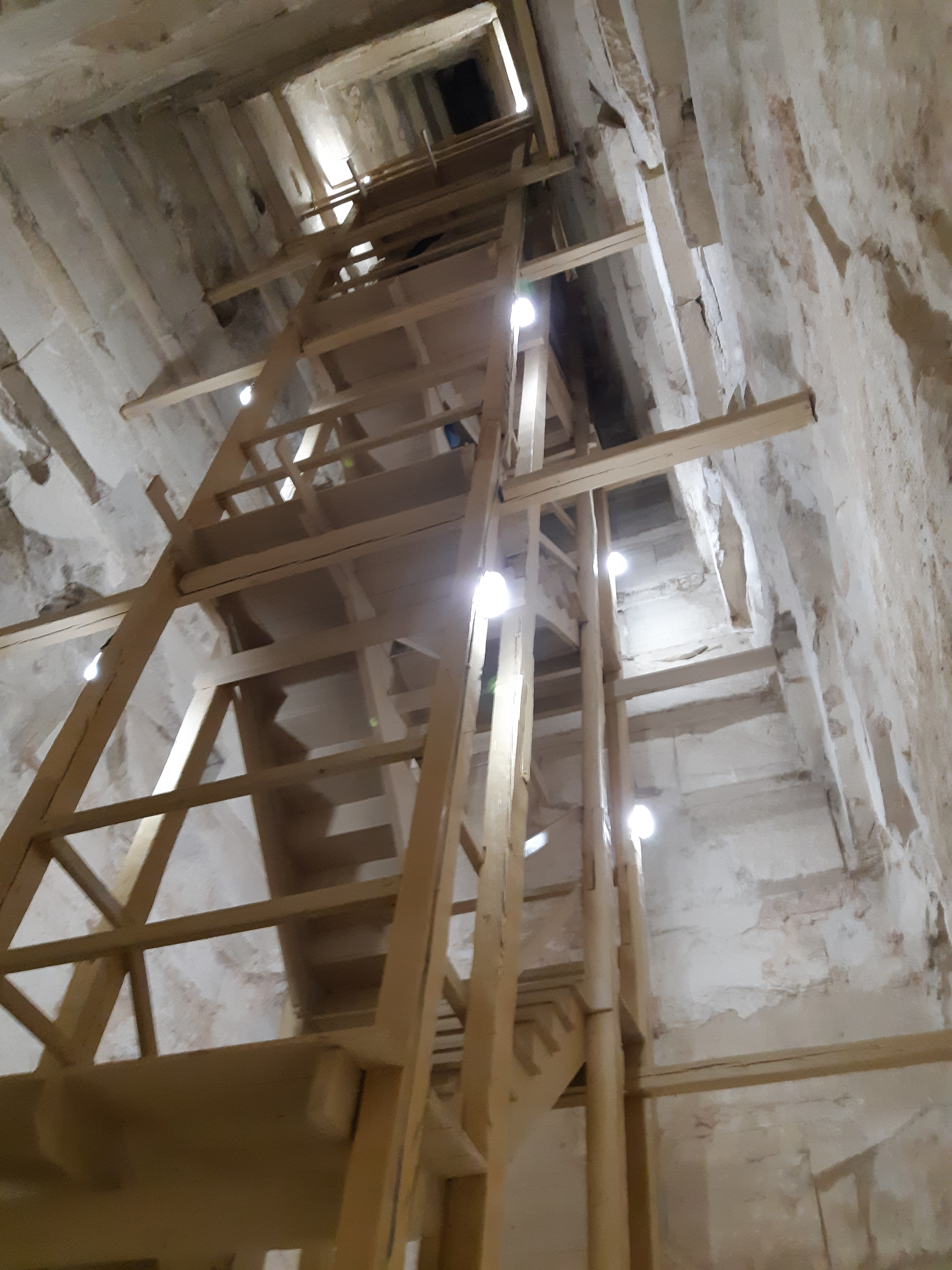
Вертикальний прохід всередину піраміди
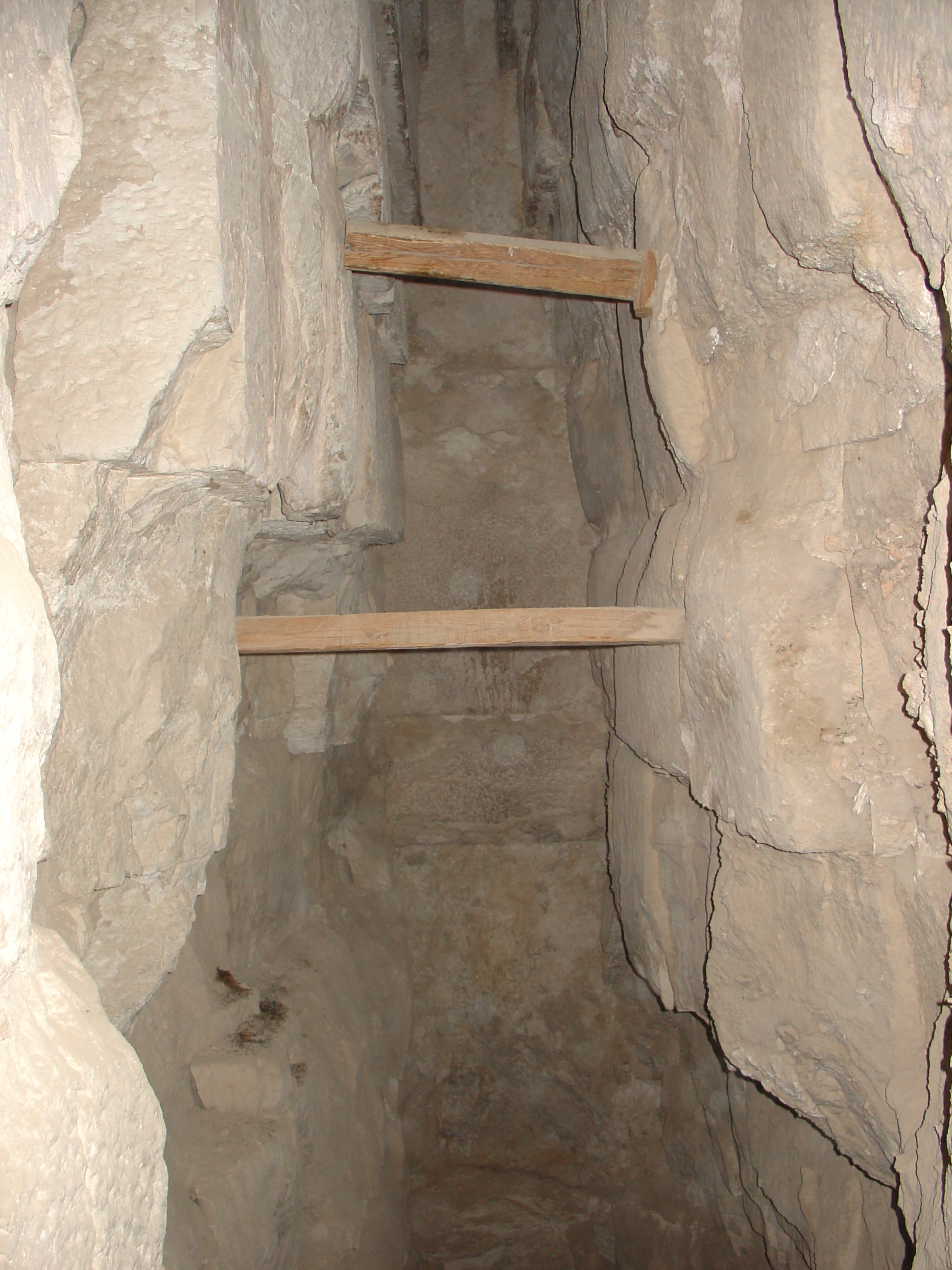
Сходи всередині піраміди

| Прапор Єгипту | Це незавершена стаття про Єгипет. Ви можете допомогти проєкту, виправивши або дописавши її. |